# Santuario di Santa Maria del Monte (Varese)
Il Santuario di Santa Maria del Monte sito a Varese, in frazione Santa Maria del Monte, è un antico luogo di culto mariano risalente al quinto secolo dopo Cristo, successivamente riedificato in epoca romanica e nel Seicento, che oggi costituisce la quindicesima cappella del Sacro Monte di Varese. Appartiene al gruppo dei nove Sacri Monti del Piemonte e della Lombardia inseriti nel 2003 dall'UNESCO nei patrimoni mondiali dell'umanità. È sede della parrocchia omonima.

## Storia
Secondo la leggenda, narrata dagli affreschi all'interno del santuario, nel IV secolo una modesta cappella fu fatta costruire da Sant'Ambrogio come ringraziamento per la vittoria sugli ariani che ebbe luogo in questo sito. Gli scavi archeologici eseguiti nel 2013 nella cripta romanica e nel corridoio sotto l’altare del santuario hanno rivelato resti murari e pavimentali di una precedente chiesetta del quinto secolo. Una pergamena dell'8 giugno 922 dopo Cristo, conservata all'Archivio di Stato di Milano, parla per la prima volta della "chiesa di Santa Maria sopra Vellate".

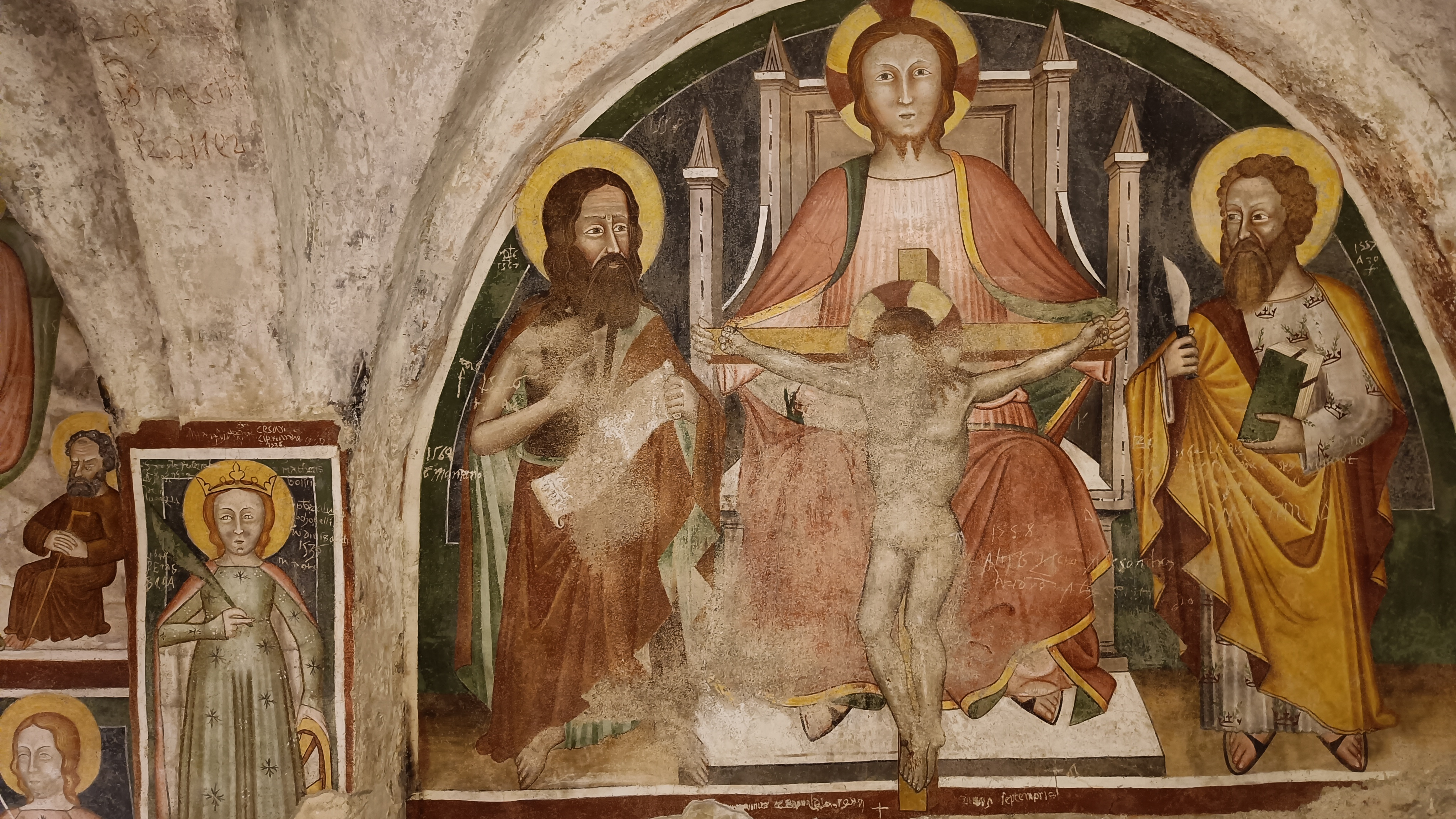
Cripta del santuario, affreschi del XIV secolo

Certa è l'esistenza di un santuario di età carolingio-ottoniana il cui presbiterio absidato è giunto fino a noi, e costituisce l'attuale cripta, attualmente ornata di affreschi tardogotici. In età romanica la costruzione fu ampliata ad ovest ed eretta al disopra della chiesa preesistente al fine di utilizzarne il presbiterio come cripta, con relativa scala di discesa. Attorno al santuario si venne progressivamente aggregando un borgo con case per i sacerdoti e per i laici che vi lavoravano e con ricoveri per i pellegrini.
A quest'epoca risale anche la trecentesca statua della Madonna del Monte, opera di scuola campionese, che oggi si presenta ammantata di una preziosa veste, e così appare almeno dal XVII secolo, secondo una diffusa consuetudine. Sotto quell’apparato, tuttavia, si cela una statua raffigurante Maria in trono con il Bambino Gesù.

### La ricostruzione rinascimentale
Il santuario, ormai insufficiente ad accogliere i pellegrini, fu ricostruito in forme rinascimentali nel 1472 per volontà del duca di Milano Galeazzo Maria Sforza, su disegno dell'architetto Bartolomeo Gadio, assumendo un impianto con tre navate e tre absidi, disposte a triconco. Ad un successivo ampliamento è dovuto il prolungamento della navata centrale verso l'ingresso. 
Della ricostruzione rinascimentale è oggi testimonianza il portale d'accesso, con la cosiddetta Porta sforzesca, che reca nel timpano di coronamento lo stemma ducale (il biscione inquartato con l'aquila) e l'abbreviatura delle iniziali del duca Francesco II (FR~º. IIº SFR~ª. DV~e. ME~. NI, Francesco II Sforza Duce (=duca) (di) Mediolani).
Ancora nella seconda metà del XV secolo le beate Caterina da Pallanza e Giuliana da Busto Arsizio, divenute poi fondatrici dell'Ordine delle Romite ambrosiane, si ritirarono in un romitorio adiacente al santuario per condurre una vita di preghiera; il loro esempio fu seguito da altre giovani. Nel 1474 papa Sisto IV concesse alla comunità di erigere un monastero, ed il 10 agosto 1476 le religiose presero il velo.
Già poco dopo la ricostruzione quattrocentesca del santuario, si assisté ad un fluire numeroso di artisti di area milanese per realizzarne l'apparato decorativo. Tra questi – quali rappresentanti delle illustri botteghe di intagliatori che operarono tra la seconda metà del XV e la prima metà XVI secolo in area milanese – vanno ricordati il Maestro di Trognano autore dei pannelli lignei che ornavano l'altare maggiore, e Andrea da Milano autore del gruppo scultoreo raffigurante la Adorazione dei Magi tuttora presente nel santuario. Altre opere ed arredi liturgici, già appartenenti al santuario, sono conservate nel Museo del santuario, conosciuto anche come Museo Baroffio.
Il Campanile venne eretto in pietra viva e mattoni su disegno dell'insigne architetto varesino Giuseppe Bernascone tra il 1598 ed il 1600.
Sul finire del XVI secolo le Romite Ambrosiane avevano promosso la realizzazione, nel perimetro claustrale, di alcune cappelle dedicate alla Passione di Cristo popolate di statue policrome.

### La fondazione del Sacro Monte
All'inizio del XVII secolo l'idea di un percorso capace di mettere agevolmente in comunicazione la pianura di Varese con il santuario spinse il padre cappuccino Giovanni Battista Aguggiari che provvide a coinvolgere nell'impresa alcune nobili famiglie milanesi e ad estendere la raccolta di fondi alle comunità dei fedeli di numerosi paesi su un ampio territorio circostante. Nel 1604, fu fondata la Fabbrica del Ss. Rosario sotto gli auspici del cardinale Federigo Borromeo e del suo delegato per il sacro monte, l'arciprete Alessandro Mazenta, per sovraintendera ai lavori edificazione e di decorazione delle cappelle e del santuario, che nel 1698 furono completati. 

## Descrizione
Dell'originaria decorazione rinascimentale, oggi sopravvive un affresco del tardo 1400 con Cristo che porta la Croce fra le Vergini, di Vincenzo Civerchio da Crema, visibile a metà della volta della navata principale, la grata dalla quale le Romite seguono le funzioni.
L'interno oggi presenta la veste barocca che gli venne conferita nel XVII secolo. Vennero chiamati al santuario artisti attivi anche in altri Sacri Monti, quali Giovanni Mauro della Rovere detto il Fiammenghino (autore dell'affreschi delle navate laterali) ed i fratelli Prestinari (probabili autori del gruppo ligneo della "Presentazione di Gesù al Tempio"). 
La navata centrale fu decorata alla fine del Seicento da Salvatore Bianchi da Velate, che realizzò alle pareti le Storie di Sant'Ambrogio, e sulla volta i medaglioni con Ester e Assuero, Giuditta e Oloferne, Giaele e Sisara, coppie di Putti.
L'Altare Maggiore rappresenta il quindicesimo mistero del Rosario, l'incoronazione della Madonna. Fu realizzato nel 1662 con statue del gallaratese Giuseppe Rusnati per munificenza del conte Giacomo Simonetta; il paliotto, del 1894, è opera del Pogliaghi. La Cupola centrale é affrescata da Francesco Bianchi e Giuseppe Baroffio.
Nella navata sinistra si apre la barocca Cappella dell'Addolorata, fatta erigere dall'Abate Martignoni (1681). Sull'altare, la pala d'altare del Legnanino, raffigura "Cristo benedetto dalla vergine prima del Calvario". Adiacente al santuario è l'oratorio che racchiude i resti delle beate Giuliana e Caterina, decorato da un complesso ciclo di affreschi di Antonio Busca.

Il santuario conserva un organo neoclassico del 1831, opera di Luigi Maroni Biroldi, restaurato da Pietro Talamona nel 1871 e da Vincenzo Mascioni nel 1989.

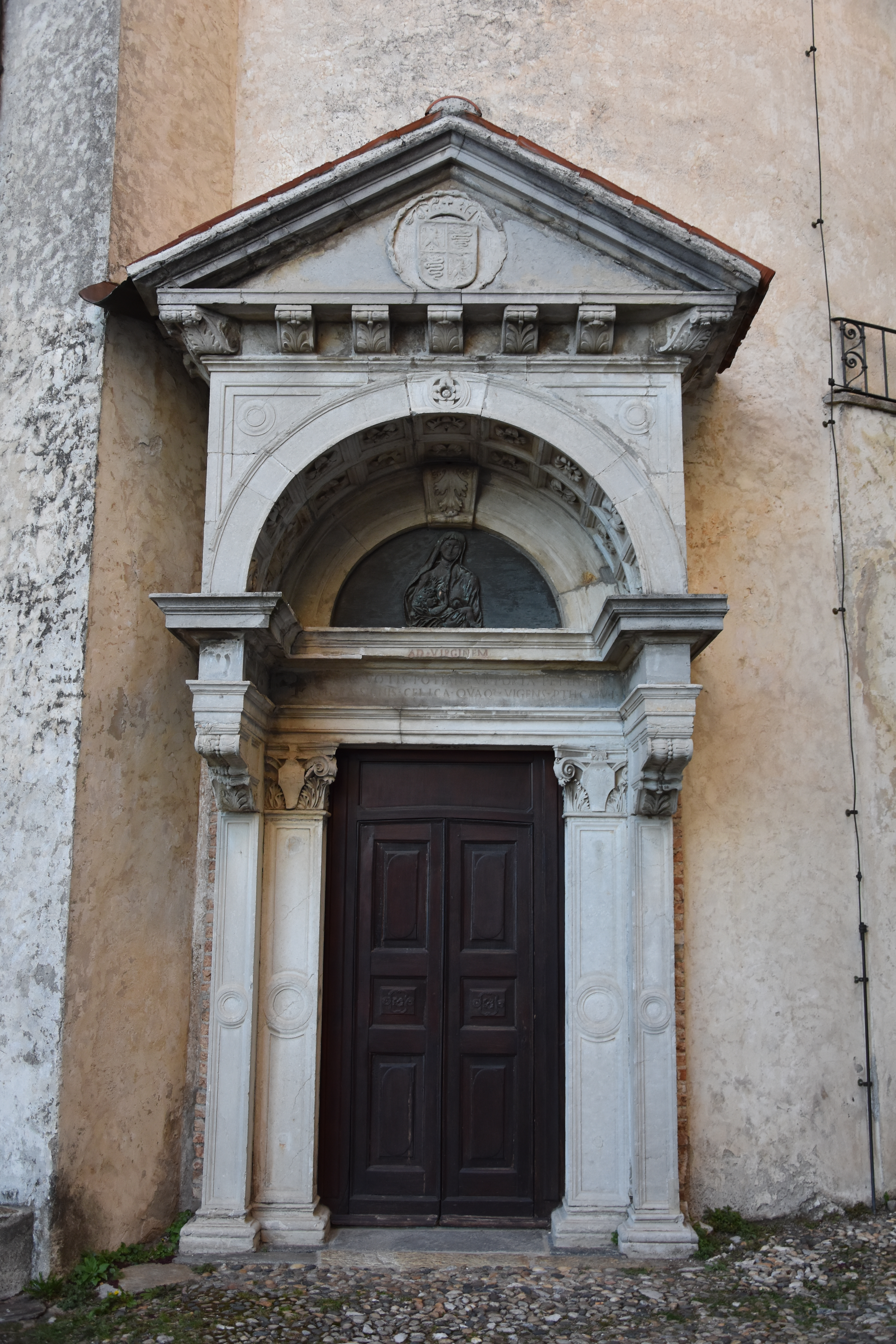
Portale rinascimentale con lo stemma sforzesco
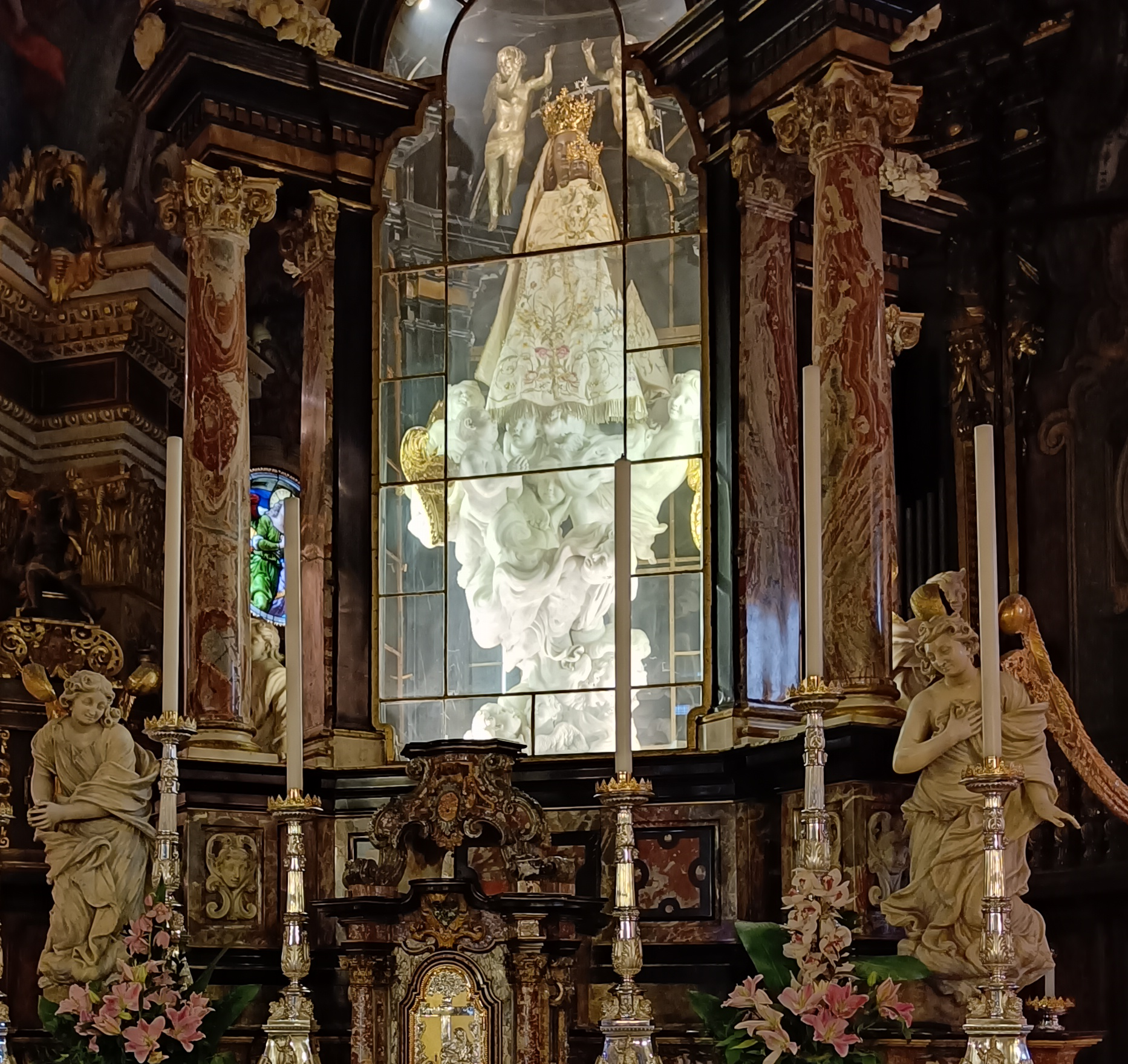
Altare maggiore, sculture di Rusnati
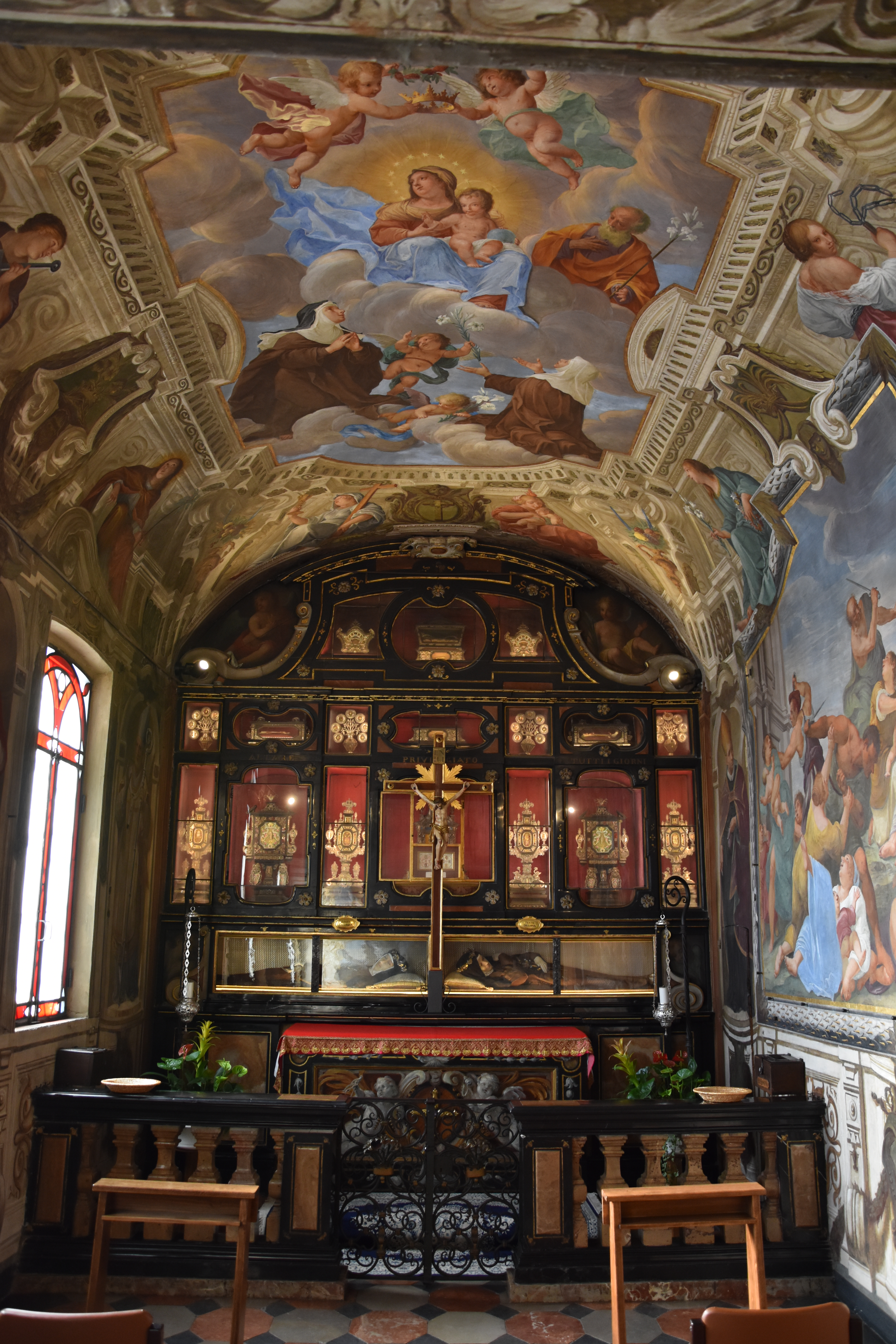
cappella delle beate Caterina da Pallanza e Giuliana da Busto Arsizio
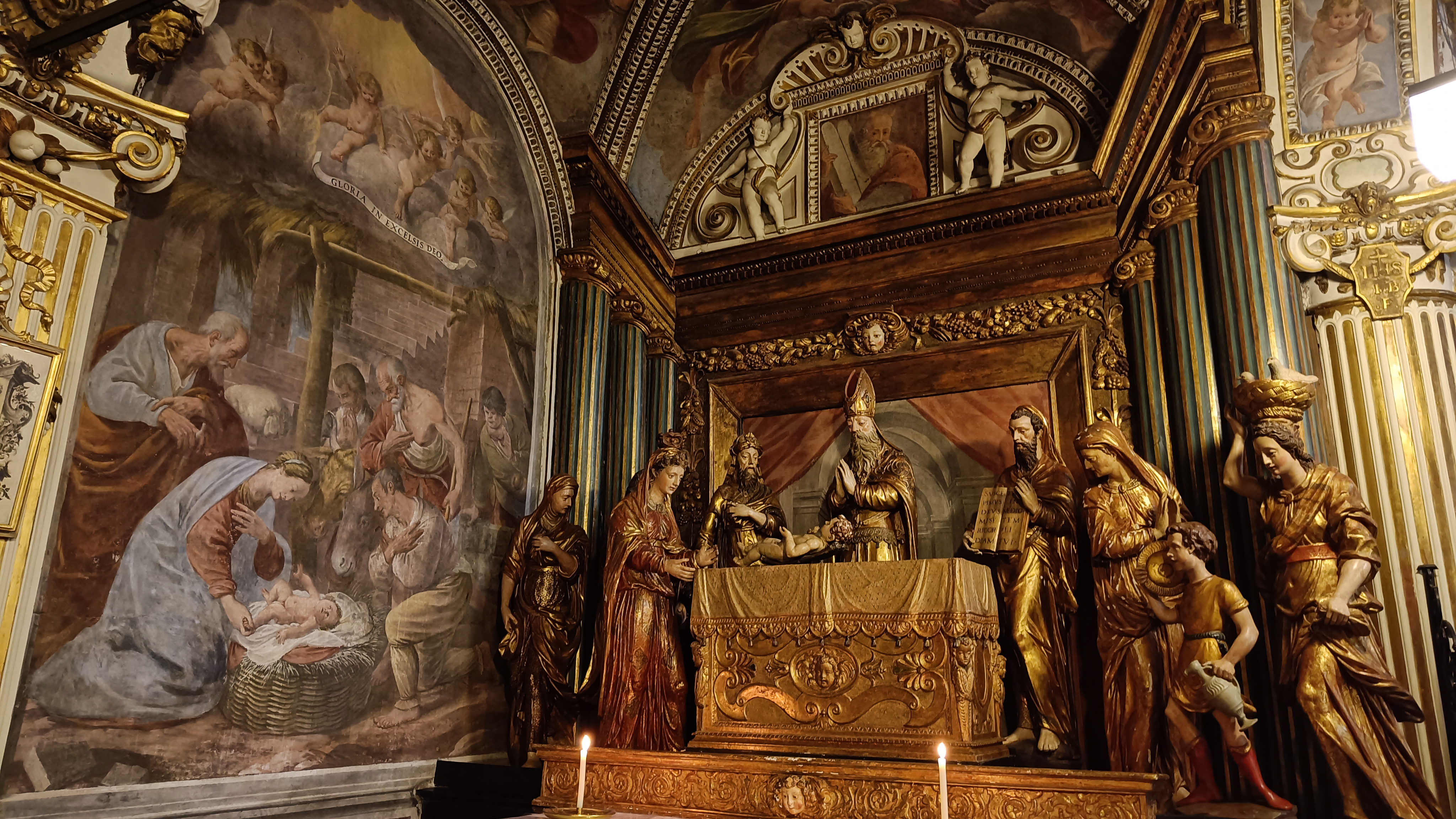
Presentazione di Gesú al Tempio, Andrea Prestinari,1596